# 2150 Nyctimene
2150 Nyctimene eller 1977 TA är en asteroid i huvudbältet som upptäcktes den 13 oktober 1977 av den amerikanska astronomen William L. Sebok vid Palomarobservatoriet. Den är uppkallad efter Nyctimene i den grekiska mytologin.
Asteroiden har en diameter på ungefär 6 kilometer och den tillhör asteroidgruppen Hungaria.